# نزيهة زروق
نزيهة زروق ولدت في 12 ديسمبر 1946 في جمال، هي سياسية تونسية.

## السيرة الذاتية
عملت نزيهة زروق كأستاذة لغة عربية في التعليم الثانوي في تونس العاصمة. 

إثر انقلاب 7 نوفمبر 1987، انضمت نزيهة زروق للتجمع الدستوري الديمقراطي، حزب الرئيس الجديد زين العابدين بن علي. لم تكن زروق امرأة سياسية، لكنها سرعان ما صعد نجمها، فأصبحت السيدة الوحيدة التي كانت عضوة المكتب السياسة لحزب التجمع المتكون من عشرة أعضاء (في 1995، ثم في 2010). عينها الرئيس بن علي في 2005 عضوة في مجلس المستشارين، وأصبحت النائبة الثانية لرئيسه.
من جهة أخرى، عينت في 27 مارس 1995 في منصب وزيرة شؤون المرأة في حكومة حامد القروي ثم في حكومة محمد الغنوشي الأولى، وذلك حتى 8 أكتوبر 2001، أين عينت كوزيرة للتكوين المهني والتشغيل في حكومة الغنوشي الأولى، وبقيت على رأس الوزارة حتى 5 سبتمبر 2002. ثم في 2003، عينت في منصب سفيرة تونس في لبنان التي بقيت فيه حتى 2005. انتخبت في انتخابات 24 أكتوبر 1999، كنائبة في مجلس النواب عن دائرة أريانة الانتخابية، وبقيت طيلة المدة النيابية العاشرة حتى 2004.

أدارت لمدة من الزمن الاتحاد الوطني للمرأة التونسية. كانت كذلك أمينة عامة مساعدة للتجمع مكلفة بشؤون المرأة ثم أمينة عامة مساعدة للحزب. 

بعد الثورة التونسية في 2011، انسحبت لمدة من الحياة السياسية، ولكنها انضمت في 2016 إلى الحزب الدستوري الحر، ثم انسحبت منه وانضمت في 2017 إلى حزب آفاق تونس.

## الحياة الخاصة
نزيهة زروق متزوجة وأم لثلاثة أطفال.

## مقالات ذات صلة
- قائمة الوزيرات التونسيات